# Molló Alt
El Molló Alt és una muntanya de 1.028 metres que es troba entre els municipis de Margalef i de La Morera de Montsant, a la comarca catalana del Priorat.